# Marina Janell Søndergaard
Marina Janell Søndergaard (født 13. maj 1993) er uddannet bachelor og studerende på kandidatuddannelsen i Statskundskab fra Københavns Universitet. Hun er student fra Frederiksberg Gymnasium. Hun blev i 2017 valgt som landsforkvinde for Dansk Flygtningehjælps Ungdom og er observatør i Dansk Flygtningehjælps Forretningsudvalg. Hun er desuden medlem af Tipsudvalget i Dansk Ungdoms Fællesråd. Marina Janell Søndergaard har endvidere frivilligerfaring fra Indvandrer Kvindecentret og fra Habibi - Syrisk Street Food under DFUNK.